# アドリアン・モトック
アドリアン・モトック（Adrian Moțoc、1996年7月11日 - ）は、プロD2、ビアリッツ・オランピックに所属するラグビーユニオン選手。

## プロフィール
- フランスフォクシャニ出身[1]。
- ポジションはロック(LO)。
- 身長 198cm、体重 114kg
- ルーマニア代表キャップは30（2025年2月現在）でラグビーワールドカップ2023のルーマニア代表に選ばれた[2]。

## 略歴
ラシン92、SUアジャン、RCマシー、オーリヤックを経て、2022年、ビアリッツ・オランピックに加入。